# Dimos Pineios
Dimos Pineios (Pineios) är en kommun i Grekland.   Den ligger i prefekturen Nomós Ileías och regionen Västra Grekland, i den sydvästra delen av landet, 220 km väster om huvudstaden Aten. Antalet invånare är 19 658. Arean är 155 kvadratkilometer.
Terrängen i Dimos Pineios är platt.